# Chrysochlamys psychotriifolia
Chrysochlamys psychotriifolia är en tvåhjärtbladig växtart som först beskrevs av Oerst., och fick sitt nu gällande namn av William Botting Hemsley. Chrysochlamys psychotriifolia ingår i släktet Chrysochlamys och familjen Clusiaceae. Inga underarter finns listade i Catalogue of Life.